# Dachetola
Dachetola es un género de mariposas de la familia Riodinidae.

## Descripción
Especie tipo por designación original Polystichtis caligata Stichel, 1911.

## Diversidad
Existen 4 especies reconocidas en el género, todas ellas tienen distribución neotropical.